# Grammitis cincta
Grammitis cincta är en stensöteväxtart som beskrevs av Edwin Bingham Copeland och Barbara S. Parris. Grammitis cincta ingår i släktet Grammitis och familjen Polypodiaceae. Inga underarter finns listade.